# Nouvelle Tour (Gorgone)
La Nouvelle Tour (en italien : Torre Nuova), est une tour côtière située sur l'île de Gorgone, dans l'archipel toscan. L'île de Gorgone appartient à la commune de Livourne, dans la province de Livourne en Toscane,. La tour se dresse sur la côte orientale de l'île, sur le promontoire qui ferme Cala del Porto au nord, où se trouve le seul débarcadère de l'île, face à la partie de la mer de Ligurie qui sépare Gorgone de la côte toscane.

## Historique
La structure fortifiée a été construite dans la seconde moitié du XVIIe siècle par les Médicis, pour améliorer le système défensif de l'île qui, le long de la côte orientale, était effectivement non défendue. L'endroit choisi pour la construction de la tour était probablement l'emplacement d'une structure d'observation préexistante qui tomba rapidement en ruine. Les fonctions de la structure à tourelles étaient principalement celles d'observation, même si, si nécessaire, des fonctions défensives efficaces pouvaient être exercées en cas d'approche de bateaux suspects vers le lieu de débarquement situé en contrebas. Le 13 juillet 1783, lors d'un orage, la foudre frappa la poudrière desservant la batterie de canons, qui contenait alors pas moins de 2 780 livres de poudre à canon (près de une tonne). L'explosion qui a suivi a dévasté une partie de la tour elle-même et les bâtiments environnants, causant des morts et des blessés parmi le personnel militaire. Les canons eux-mêmes ont été projetés à plusieurs mètres, dont un en bronze qui a été brisé en deux. La puissance de l'explosion était telle que le bruit a également été perçu à Livourne, où il a été initialement confondu avec un tremblement de terre.
Désaffectée au XIXe siècle, la structure a subi une dégradation rapide et inexorable qui l'a amenée au fil des années à un état de semi-ruine. Cependant, une série de restaurations réalisées à la fin du siècle dernier ont permis de récupérer l'ensemble architectural, lui redonnant sa splendeur d'antan.

## Description
La Nouvelle Tour apparaît comme une structure fortifiée de section quadrangulaire, adossée d'un côté à de faux bâtiments. L'ensemble est constitué d'une imposante base d'escarpement disposée sur deux niveaux, culminée par un couronnement d'arcs aveugles reposant sur des corbeaux saillants qui délimite la terrasse sur laquelle repose le bâtiment de section carrée au-dessus, également disposé sur deux niveaux. Le long des structures murales revêtues de briques se trouvent une série de fenêtres quadrangulaires.

## Galerie

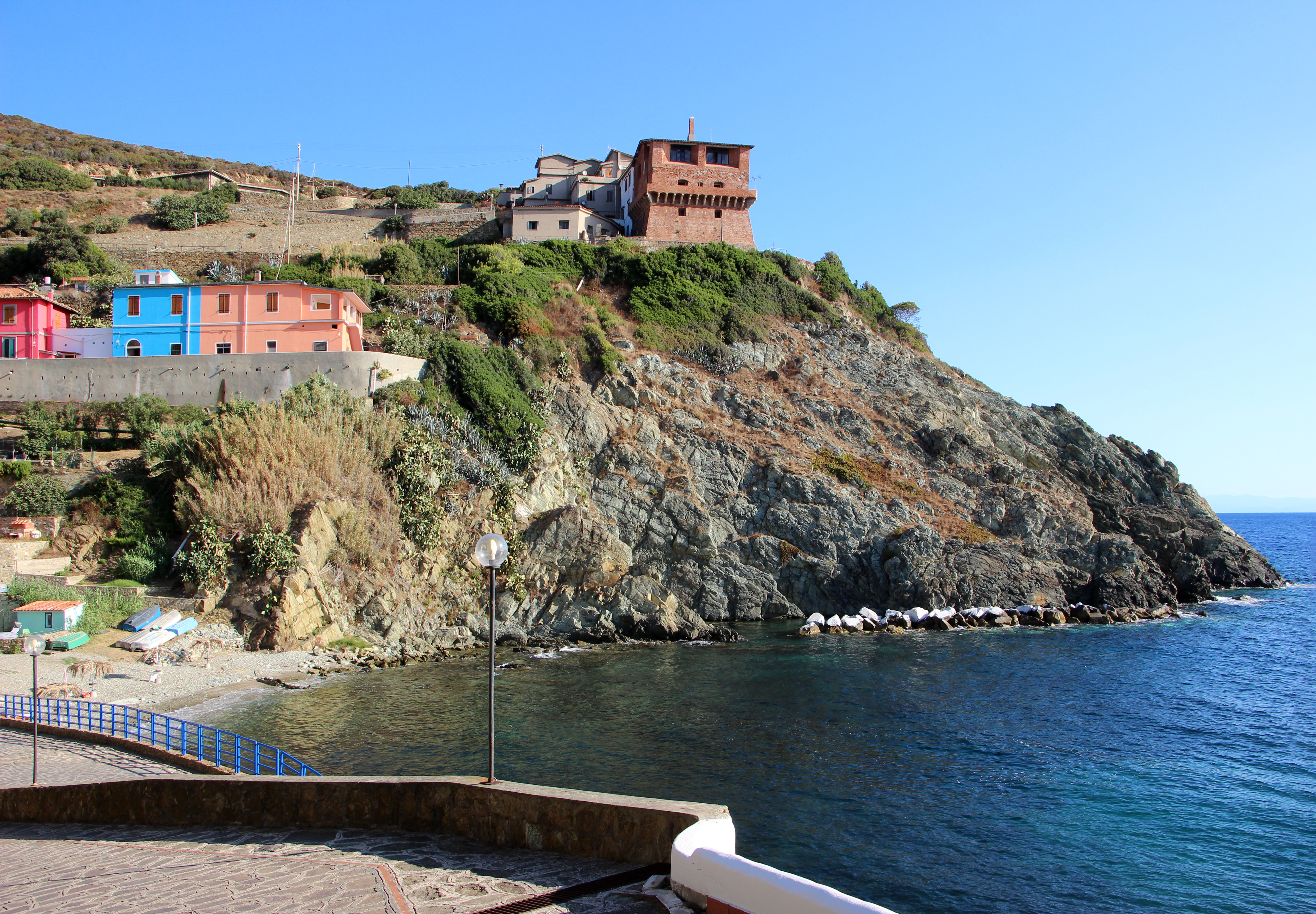
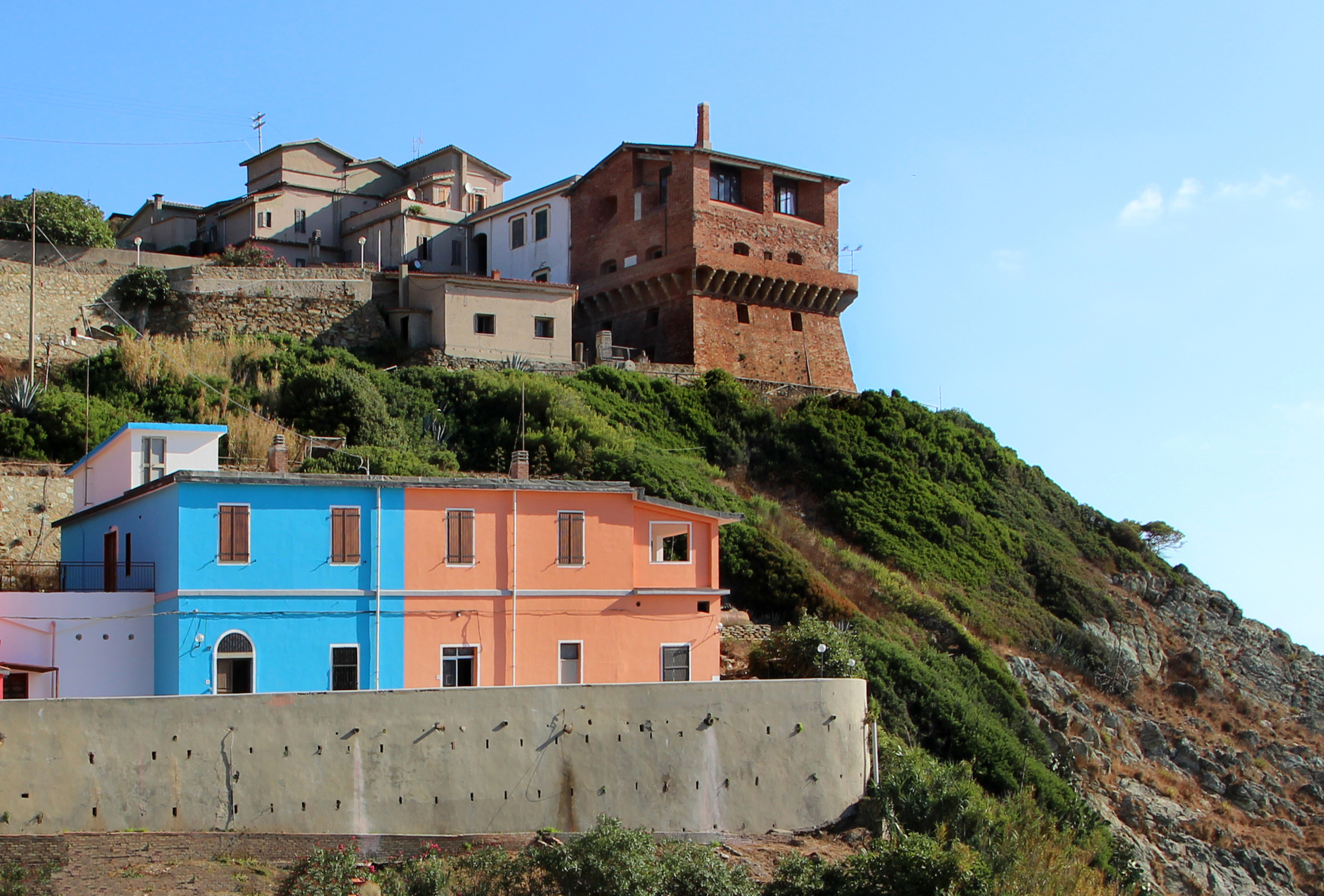